# 大叶公路
大叶公路是中華人民共和國上海市奉賢區、松江區和浦東新區的一條道路。該道路東與東大公路相接，西與葉新公路相連。全長38.26公里。路名來自於道路起迄点地名首字（大团镇、葉榭鎮）。道路於1997年12月31日竣工。2017年，大葉公路進行拓寬改建。

## 主要交会道路（东向西）
- 六奉公路/六团公路接东大公路
- 沪芦高速
- 瓦洪公路
- 新奉公路
- 沪奉高速
- 航塘公路
- 林海公路
- 航南公路、沿钱公路/沿浦公路
- 浦星公路
- 金海公路
- 沪金高速
- 沪杭公路
- 浦卫公路
- 车亭公路接叶新公路

## 轨道交通
- 沪杭公路口：5萧塘站